# NGC 1194
NGC 1194 (również PGC 11537 lub UGC 2514) – galaktyka spiralna (S0-a), znajdująca się w gwiazdozbiorze Wieloryba. Odkrył ją Édouard Jean-Marie Stephan 23 listopada 1883 roku. Należy do galaktyk Seyferta.